# Этерингтон, Гари
Гари Этерингтон (англ. Gary Etherington; род. 22 апреля 1958, Лондон) — англо-американский футболист, который начал свою профессиональную карьеру в Североамериканской футбольной лиге, затем играл в MISL. Он сыграл семь матчей со сборной США. После ухода из спорта Этерингтон тренировал молодёжные команды и работал продавцом футбольной экипировки.

## Молодёжная карьера
Этерингтон родился в Англии, но эмигрировал в США вместе со своей семьёй, когда ему было пятнадцать. Его семья поселилась в штате Виргиния, где он учился в средней школе, играя в соккер и американский футбол (плейскикер).
В 1976 году 18-летнего Гари Этерингтона подписал «Нью-Йорк Космос» из Североамериканской футбольной лиги. До этого он играл в команде «Аннандейл», Виргиния, с которой выиграл юношеский Кубок Макгуайра. Товарищ Этерингтона по молодёжной сборной Рики Дейвис также подписал контракт с «Космосом».

## NASL
После окончания средней школы Этерингтон решил не идти в колледж и стать профессиональным футболистом. В 1977 году он подписал контракт с «Нью-Йорк Космос» из NASL, будучи ещё любителем, и сыграл за год в десяти матчах. Таким образом, 1978 год считался его первым профессиональным сезоном с «Космосом». В итоге он получил награду Новичок года NASL. Этерингтон сыграл с «Космосом» ещё один полный сезон, прежде чем был обменян в «Лос-Анджелес Ацтекс», где провёл сезон 1980 года. Этерингтон играл за «Космос» на позиции нападающего, но отсутствие голов привело к его перемещению в полузащиту. Когда «Ацтекс» продали Этерингтона в «Сан-Хосе Эртквейкс» в конце сезона 1980 года, он занял позицию правого защитника, где играл в сезоне 1981 года. Тем не менее, в 1982 году он вернулся в полузащиту. Последним клубом Этерингтона в NASL стал «Миннесота Страйкерс», где он провёл 1984 сезон, в конце того сезона лига была расформирована.

## MISL
«Эртквейкс» вступали в MISL в 1982/83 сезоне. Этерингтон начал сезон с клубом из Сан-Хосе, но 20 января 1983 года «Эртквейкс» обменяли Этерингтона и Гордона Хилла на Славишу Жунгула из «Нью-Йорк Эрроуз». В те годы «Эртквейкс» играли как в NASL, так и в MISL, в то время как «Эрроуз» играл исключительно в MISL. Таким образом, Этерингтон смог сосредоточиться на шоуболе. «Эрроуз» были расформированы в конце 1983/84 сезона, и Этерингтон перешёл в «Миннесота Страйкерс» на 1984 сезон NASL. Когда NASL перестала существовать в 1984 году, «Страйкерс» перешли в MISL. Этерингтон остался с клубом и провёл следующие четыре сезона, играя в шоубол. В 1987 году он сыграл в матче «Всех звёзд MISL». В 1988 году Этерингтон перешёл в «Сан-Диего Сокерз», где провёл последний сезон в профессиональном футболе. Во время предсезонных матчей он перенёс операцию на колене, вернулся и сыграл десять матчей, после чего завершил карьеру в январе 1989 года.

## Международная карьера
В 1976 году Этерингтон был также членом молодёжной сборной США, которая пыталась пробиться на чемпионат мира 1977 года. Этерингтон забил шесть мячей, уступив лишь партнёру по нападению Рику Дейвису, который забил восемь. Несмотря на их выдающуюся результативность, США заняли третье место в группе КОНКАКАФ и не попали на турнир.
Этерингтон сыграл семь матчей со сборной США между 1977 и 1979 годами. Свой первый матч он сыграл против Сальвадора, США выиграли со счётом 2:1. В течение 1977 года он играл нерегулярно, затем сыграл все три матча США в 1978 году. Его последний матч стал первой игрой США в 1979 году, 3 февраля команда проиграла Советскому Союзу.

## После окончания карьеры
После ухода из профессионального спорта Этерингтон продолжил вносить вклад в развитие футбола США. В 1992 году он стал одним из основателей футбольного клуба «Муриета» и тренировал молодёжный состав клуба в течение пяти лет. Он также провёл несколько лет во взрослых лигах в северной Калифорнии.
Этерингтон был региональным менеджером по продажам футбольной экипировки и формы, в том числе работал на «Umbro».
В 2007 году Этерингтон был введён в Зал славы футбола Виргинии.